# Etta Candy
Etta Candy è un personaggio immaginario DC Comics della serie Wonder Woman. È nota per il ruolo di migliore amica di Wonder Woman da quando quest'ultima le ha salvato la vita. Il personaggio fu ispirato dalla persona di Mary Sears, una compagna di scuola di Oliver Byrne, che da allora fu presa come punto di riferimento per le successive amiche delle eroine in altre mitologie come nei casi di Carla Bennett, Willow Rosemberg, Francie Calfo, Wallace Fennel e più recentemente Christina del film Divergent del 2014.
Lucy Davis impersona questo personaggio, per la prima volta sul grande schermo, nel film Wonder Woman del 2017.

## Storia del personaggio

### Golden Age
Alla sua prima comparsa negli anni '40, Etta Candy era una donna malata e malnutrita che Wonder Woman trovò in un ospedale locale. Alla comparsa successiva, Etta fu trasformata in una donna briosa e rotonda con un profondo amore per le caramelle. Quando Wonder Woman le chiese come accadde che si rimise improvvisamente in salute e ottenne questo fisico in carne e Etta rispose che ci riuscì mangiando parecchi dolci. Con questa nuova fiducia ritrovata Etta divenne la leader di una comunità di donna nota come Beeta Lambda all'Holiday College e aiutò Wonder Woman nelle sue avventure, prima aiutandola con un centinaio di ragazze a conquistare la base nazista di Dottor Poison senza mettere Steve Trevor in pericolo. Nel corso delle sue avventure con Wonder Woman, Etta Candy fu nota per la sua grinta, il suo amore per i dolci, e per la sua tipica esclamazione "Woo! Woo!" (una frase a effetto derivata, in parte, dalle esclamazioni degli attori comici Hugh Herbert e Curly Howard de I tre marmittoni). Altre versioni del personaggio furono note per l'esclamazione "Woo! Woo!" e secondo almeno una versione, era l'urlo della comunità all'Holiday College. Altre caratteristiche famigliari includono la sua macchina sgangherata, da lei chiamata Esmeralda, e una varietà di esclamazioni insolenti come "Per amore della cioccolata!".
Suo padre, "Hard Candy", e sua madre, "Sugar Candy", vivevano sopra al Bar-L Ranch nella Contea di Brazos, in Texas dove forniscono avventure in tema Far West. Si scoprì che aveva un fratello di nome Mint Candy, un soldato dell'esercito degli Stati Uniti. L'Holiday College fu scenario di storie fantascientifiche e si trovava vicino a "Starvard" (un misto di Stanford e Harvard), dove il suo ragazzo, Oscar Sweetgulper, era studente. Si dimostrò una donna molto coraggiosa e prese d'assalto un lager nazista armata soltanto di una scatola di caramelle per salvare dei bambini rapiti. Le fu dato il benvenuto dalle Amazzoni di Themyscira e fu invitata ai loro festeggiamenti. Fu sempre al corrente del suo peso ma non lasciò che fosse un problema per lei, anzi ci scherzò persino sopra quando chiese alle Amazzoni se poteva partecipare alle loro competizioni sportive.

### Silver e Bronze Age
Quando Robert Kannigher divenne scrittore ed editore delle avventure di Wonder Woman, fece poco utilizzo di Etta Candy e delle sue Holiday Girls. Quando lo fece, presentò Etta come una donna insicura e cosciente del proprio peso che seguiva senza mai guidare le Girls nella comunità. Tutto ciò fu fortemente in contrasto con la caratterizzazione della leader tenace, insolente e spiritosa di Marston. Nonostante alcune comparse dopo che Kannigher la reintrodusse negli anni '60 (Wonder Woman n. 117), Candy fu lasciata nel limbo per decenni.
Etta Candy fu ripresa vent'anni più tardi verso la fine degli anni '80 (Wonder Woman n. 272), insieme a Steve Trevor e al Generale Phil Darnell. Negli anni in cui fu lasciata da parte, Etta non sono si laureò all'Holiday College, ma divenne tenente e diede il benvenuto a Wonder Woman quando riprese il vecchio lavoro di ufficiale dell'Air Force, qualcosa che non aveva più fatto dal 1968. La tenente Candy fu presentata come la segretaria di Darnell e compagna di stanza di Diana. Anche se fu amica di Wonder Woman negli anni addietro, Candy non era mai stata al corrente della sua identità segreta, Diana Prince, né l'aveva mai incontrata. Così, dal punto di vista di Candy, lei e Prince si incontrarono per la prima volta quando Prince ritornò all'Air Force.
Fu sempre presentata come insicura e cosciente del proprio peso e, sebbene non dicesse più "per amore della cioccolata", fu nota per le sue esclamazioni su Betty Crocker, e fu quasi sempre lei a cucinare per sé e per la sua compagna di stanza. La sua famiglia non si espanse molto in quanto rimase sempre la stessa fin dalla Golden Age, anche se ricordò di provenire da una famiglia molto grande e che aveva una nipote di nome Suzie. Il suo interesse romantico ora era un nerd incredibilmente goffo ma molto innamorato di nome Howard Huckaby.
In un'avventura, Etta fu rapita dai satanisti influenzati da Klarion il ragazzo mago e mandata all'Inferno, dove Wonder Woman e Etrigan il demone viaggiarono per salvarla, anche se rimase narcotizzata e catatonica durante tutto il calvario.
Negli anni che portarono alla Crisi sulle Terre infinite (1986), gli scrittori Dan Mishkin e Mindy Newell portarono Etta in una direzione diversa. In questa versione mostrò più confidenza, addirittura divenne Wonder Woman per una sera, battendosi contro Cheetah, Angle Man, Capitan Meraviglia e Silver Swan. Huckaby, che fu convinto che la sua ragazza fosse la protagonista della serie, utilizzò la macchina di Dottor Psycho, che trasformava i sogni in realtà, e fece in modo che il mondo vedesse Etta come la vedeva lui: dopo che la Amazzone "Wonder Etta" sconfisse i criminali, lei e gli altri videro che lei era la sua Wonder Woman.

### Modern Age
Fino dal 1987 il rinnovamento di Wonder Woman di Greg Potter-Geroge Pérez, Etta fu romanticamente legata, e infine sposata, con Steve Trevor, che non fu più l'interesse romantico di Diana.
Come ufficiale dell'Air Force, Etta fu l'aiutante di Steve quando fu incastrato per tradimento come parte del piano di Ares per innescare una guerra globale. Etta fu strettamente fedele ai suoi amici, e la sua fede nell'innocenza di Steve lo aiutarono a ripulire il suo nome, anche se per un breve periodo i due furono fuggitivi mentre aiutavano Wonder Woman a sventare i piani di Ares. Mentre erano in fuga, Steve e Etta si innamorarono, e come coppia felice rimasero amici di Wonder Woman.
Sentendosi insicura riguardo al suo peso,, Etta sviluppò un disordine alimentare che tenne segreto ai suoi amici. Fu in grado di perdere 10 chili, ma a costo della salute: quando svenne a causa della mancanza di cibo davanti a Wonder Woman mentre provava il suo abito da sposa, Diana le suggerì di prendersi cura di sé stessa e di seguire una dieta regolare, e da lì in poi Etta riottenne il suo vecchio peso.
Etta e Steve scomparvero dalle pagine di Wonder Woman durante il periodo di lavoro al fumetto di John Byrne, e comparvero solo di quando in quando. Comparve quando Diana perse il suo titolo reale durante una storia di Phil Jimenez sempre come amica, ma fu sempre descritta come insicura riguardo al suo peso corporeo e in ansia riguardo al suo matrimonio con Steve.
La scrittrice Gail Simone reintrodusse Etta Candy come un ufficiale dell'intelligence richiesta da Sarge Steel per fare rapporto su Diana Prince e le sue associazioni. Tutto ciò, avvenne dopo gli eventi descritti in Crisi infinita che alterò le origini di Diana ed estese le origini del suo cast di supporto. Etta rimase sposata con Steve Trevor e fu sempre amica di Diana e a conoscenza della sua identità segreta. L'estensione della sua stria con Diana dopo la nuova continuità dell'Universo DC non è ancora stata sviluppata pienamente.
Etta Candy si unì a Wonder Woman sul pianeta dei Khund per convincere una razza aliena nota come "Ichor" a cessare i loro attacchi. Fecero ritorno sulla Terra, e Etta fu catturata e torturata dalla criminale Genocidio, che la lasciò in coma. Rinvenne in ospedale qualche tempo dopo in alcuni numeri successivi, e dopo aver implorato Diana di non sentirsi in colpa di quanto accaduto rivelò di essere stata reclutata come operativa da Mr. Terrific e Lanterna Verde come parte dell'osservazione delle Autorità delle Nazioni Unite tre anni fa.

### The New 52
In The New 52 (un rinnovamento dell'Universo DC), Etta Candy comparve nel fumetto della nuova Justice League come segretaria di Steve Trevor. Ora è africana-americana e descritta come giovane e ambiziosa, somigliante alla Etta interpretata da Tracie Thoms nel pilota mai andato in onda di Wonder Woman di David E. Kelly. Trevor presto arriva a fidarsi di Etta, confidandole segreti che solitamente tiene per sé, come l'essere innamorato di Wonder Woman.
Durante la storia Forever Evil, Steve Trevor fa ritorno alle rovine del quartier generale di A.R.G.U.S. a Washington dove Etta Candy lo informa che la distruzione fu causata da un enorme spuntone nel corpo di Dottor Light da cui l'energia emessa espose gli agenti di A.R.G.U.S.. Più avanti, Etta venne avvicinata da una manifestazione energetica di Dottor Light.

## Versioni alternative
- Lo scrittore Grant Morrison utilizzò una versione più matura di Etta come consigliera nel primo numero di Seven Soldiers: Zatanna e la mostrò come oratrice a un convegno in Seven Soldiers: Bulleteer[10].
- Durante l'epoca pre-Crisi, furono riprese le versioni della Golden Age. Fu retroattivamente affermato che visse in una dimensione alternativa nota come Terra-Due spiegando così la Wonder Woman regolare e il suo cast di supporto potessero comparire più giovani nonostante la Wonder Woman originale comparve decenni prima. Etta Candy non fu un'eccezione anche se la sua versione di Terra-Due differiva appena dalla sua versione della Golden Age. Per esempio, fu mostrato che lavorò per l'esercito piuttosto che essere stata una studentessa al college (questo avvenne al fine di avere un collegamento alla serie televisiva Wonder Woman che fu ambientata negli anni '40 così da utilizzare le avventure della Golden Age (Wonder Woman vol. 1 n. 229)). A fine di armonizzare le due versioni, fu successivamente spiegato che questa Etta Candy fu una studentessa del college che mise da parte gli studi per servire il suo Paese. Alla fine della guerra, riassunse i suoi studi e divenne una dietista. Le comparse successive della sua controparte di Terra-Due la mostrarono molto più fedele alla sua controparte della Golden Age.
- Etta comparve nella miniserie Superman & Batman: Generations di John Byrne. Generations prese un approccio diverso dell'esempio sopramenzionato immaginando un mondo dove l'età dei supereroi in tempo reale si rifà a quelle delle loro comparse originali nei fumetti. Così, nel 1953 Etta Candy è felicemente sposata con Oscar Sweetgulper, il suo bello della Golden Age, ed è la Signora Etta Candy Sweetgulper.
- Comparve in Wonder Woman: Amazonia, una storia di Wonder Woman ambientata nella Britannia vittoriana. Qui, Etta crebbe come un'orfana affamata e senza casa delle strade di Londra. La sua unica amica era Diana, la ragazza che sarebbe cresciuta per diventare Wonder Woman. Dopo che crebbero e a Diana fu offerto un lavoro nello show business esibendo la sua grande forza, Etta si congedò dalla sua amica. Si sposò con un militare ma fu costretta a prostituirsi per sopravvivere dopo che suo marito divenne alcolizzato e la abbandonò. Quando lei e Diana si riunirono anni dopo, riuscì a trovare un lavoro come tata per le figlie di Diana, una delle cui fu chiamata Etta in onore della migliore amica della mamma. Al climax della storia, un criminale (tra le altre cose) cercò di rapire le figlie di Wonder Woman ma Etta riuscì coraggiosamente a salvarle. Il fumetto si conclude con Etta Candy in qualità di governatrice delle principesse Etta e Vittoria e migliore amica della loro madre Regina Diana di Britannia e Themyscira.
- Etta comparve come personaggio di supporto principale nella storia di Wonder Woman serializzata in Wednesday Comics. Nella realtà alternativa della storia, Etta è una teenager amica della giovane Diana appena arrivata in America. Fu quindi rapita dall'altra amica di Diana, Priscilla Rich, e fu utilizzata come esca in una trappola escogitata da Dottor Poison. Dopo che Priscilla ebbe legato e imbavagliato Etta, Poison tentò di utilizzarla come soggetto per test chimici, solo per venire poi sconfitto quando Diana giunse in salvo della sua amica.
- Una versione pre-Crisi di Etta comparve in Convergence: Wonder Woman. Avverte Wonder Woman a proposito di un culto sulla fine del mondo sorto dagli eventi di Convergence. Cercò di salvare Wonder Woman dai seguaci fanatici, ma passò a miglior vita quando incontrò il vampiro Joker dell'universo Red Rain. Wonder Woman la trovò morsa e dissanguata, e successivamente divenne una vampira al servizio del Joker. Fu poi uccisa da Steve Trevor, anche lui vampiro, ma resistente al controllo del Joker che immerse entrambi in un profondo abisso apertosi durante la battaglia.
- In "Ghosts and Gods" di Neil Kleid, in aggiunta alla sua collezione collaborativa "Sensation Comics featuring Wonder Woman vol. 1", Etta fu vista come una spalla attiva della principessa Amazzone, aiutandola in un'incursione nella fortezza di Ra's al Ghul. L'incantevole donna in carne fu vestita in un costume violetto attillato e scarpe ginniche, reminiscenza delle sue comparse come una persona più confidente di sé. In quanto ai suoi poteri, la si vide letteralmente gettare via il suo peso con un rampino legato alla sua cintura. Tristemente, Etta non disse molto di sé, poiché "Deadman" abitò il suo corpo per aiutare Wonder Woman a completare la sua missione.
- Etta comparve nella versione a fumetti di Batman: The Brave and the Bold.

## Comparse in altri media

### Televisione
- Beatrice Colen interpretò Etta Candy nella prima stagione della serie televisiva Wonder Woman che fu in onda dal 1976 al 1977 sulla ABC, dove fu la segretaria del Generale Phil Blankenship. Quest versione del personaggio era rotonda più che obesa, e anche se era lì per fornire del sollievo comico, lo show decise di non fare battute sul suo peso. Invece, gli scrittori la ritrassero come una donna dalla intelligenza limitata[11].
- Tracie Thoms interpretò Etta Candy nell'episodio pilota della serie Wonder Woman di David E. Kelly, che però non andò mai in onda[12].

### Film
- Comparve nel film animato Wonder Woman, doppiata in originale dall'attrice Julianne Grossman. In questo film è la magra segretaria di Steve Trevor che usa la sua femminilità senza vergogna sul suo collega, con disgusto di Diana.
- È interpretata dall'attrice inglese Lucy Davis nel film Wonder Woman del 2017. È stata la prima comparsa del personaggio al cinema.

### Videogiochi
- Nel videogioco Justice League Heroes, uno degli edifici è un ristorante chiamato "Etta's" con inclusa un'immagine del personaggio.
- In Scribblenauts Unmasked: A DC Comics Adventure, due versioni di Etta Candy sono tra le migliaia di personaggi utilizzabili dal giocatore.